# Agoncillo (kommun i Spanien)
Agoncillo är en kommun i Spanien. Den ligger i den autonoma regionen La Rioja i norra delen av landet, 250 km nordost om huvudstaden Madrid. Antalet invånare är 1 314 (2024). Arean är 34,89 kvadratkilometer. Agoncillo gränsar till Alcanadre, Arrúbal, Galilea, Logroño, Murillo de Río Leza och Viana. 